# Jaume el Major
Jaume, conegut com a Jaume el Major (Betsaida, Galilea, ? - Jerusalem, v. 44 dC) fou, segons el Nou Testament, un dels dotze apòstols de Jesús de Natzaret. La tradició cristiana creu que les seves restes es troben a la Catedral de Santiago de Compostel·la, que és un important lloc de peregrinació del Camí de Sant Jaume.

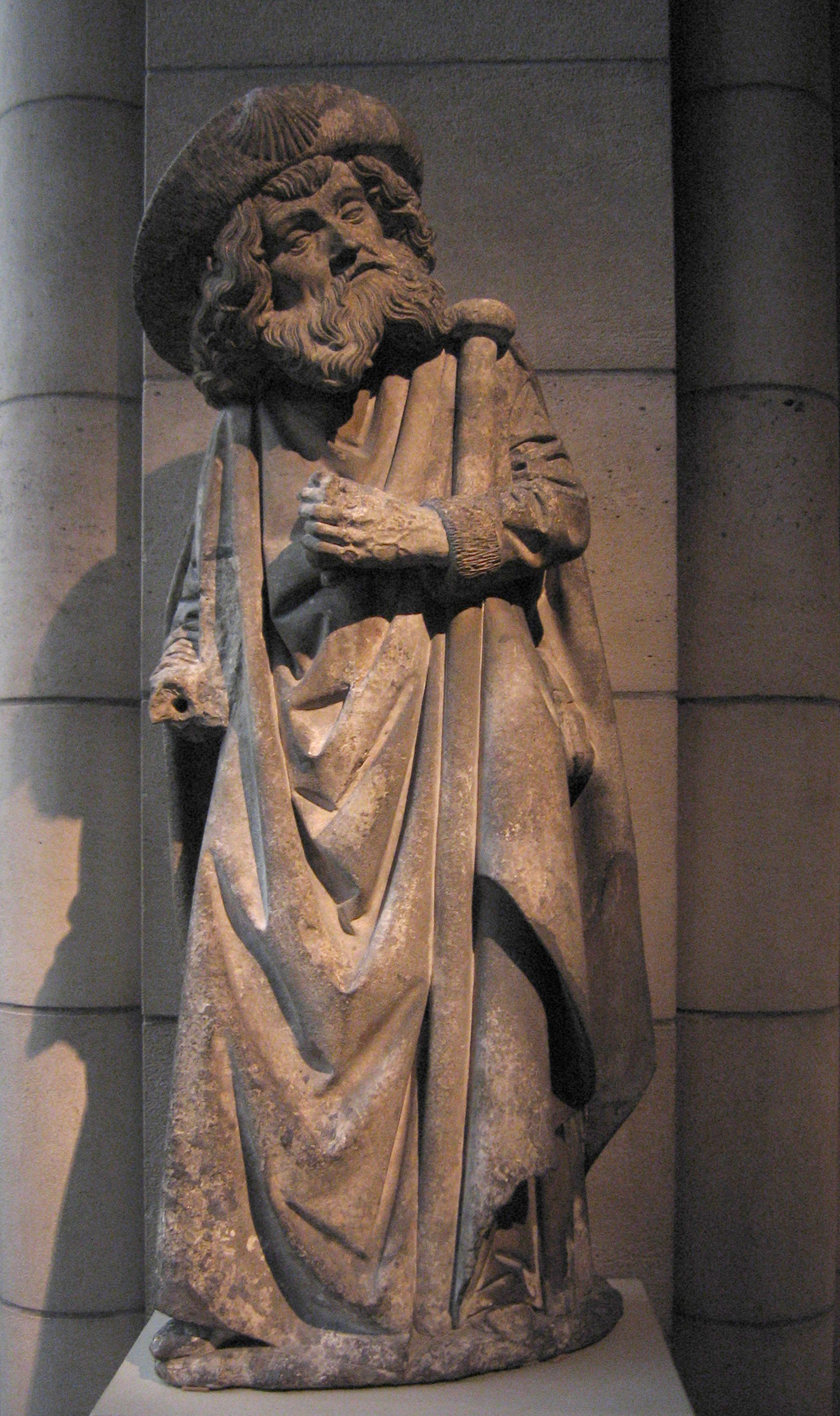
Escultura de Borgonya del s. XV (Nova York, Metropolitan Museum of Art)

## Vida
Era fill de Zebedeu i Maria Salomé, i germà gran del també apòstol Joan. Els evangelis segons Mateu (Mt 4:21-22) i segons Marc (Mc 1:19-20) narren que Crist els va trobar amb el seu pare a la ribera i que els cridà llavors perquè el seguissin, anomenant-los boanergues, que significa ‘fills del tro’. Va ésser un dels tres apòstols testimonis de la Transfiguració. Segons els Fets dels Apòstols (Ac 12:1-2), va morir decapitat a Jerusalem per ordre d'Herodes I Agripa, i les seves restes abandonades al desert de Judà.

## Veneració

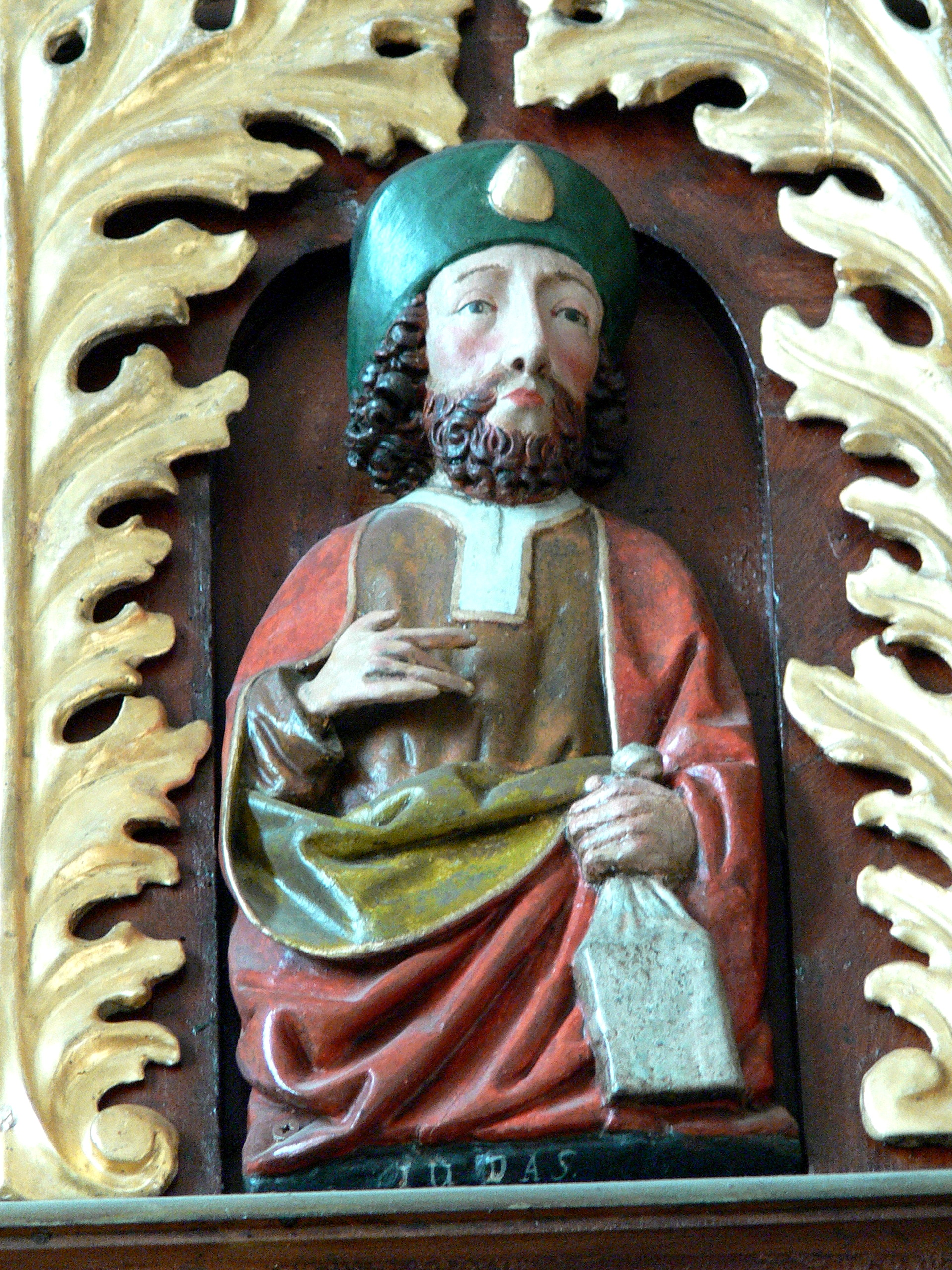
Relleu, ~1500 (església de Neufelden)

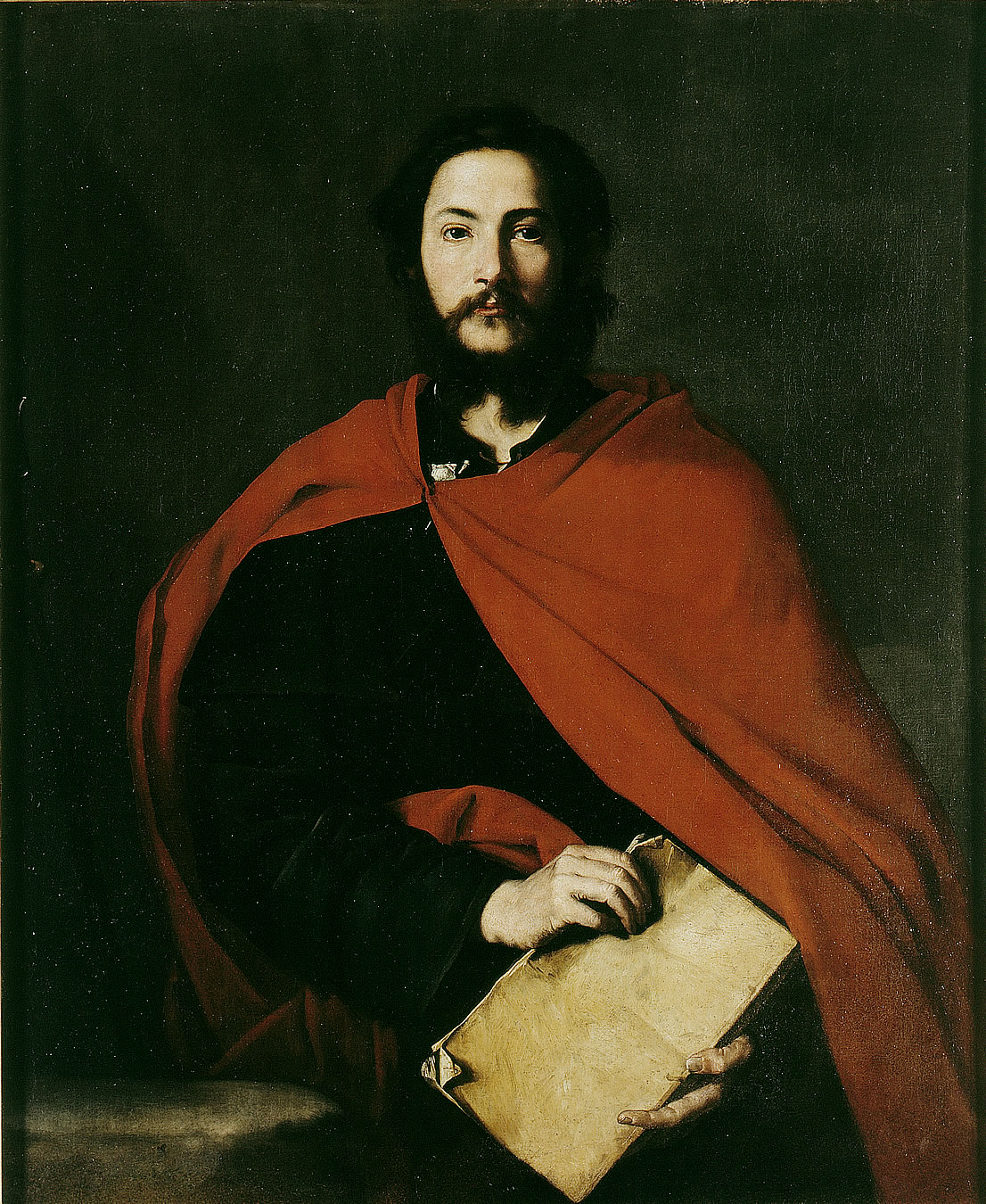
Pintura de Josep de Ribera, 1634 (Sevilla, Museo de Bellas Artes)

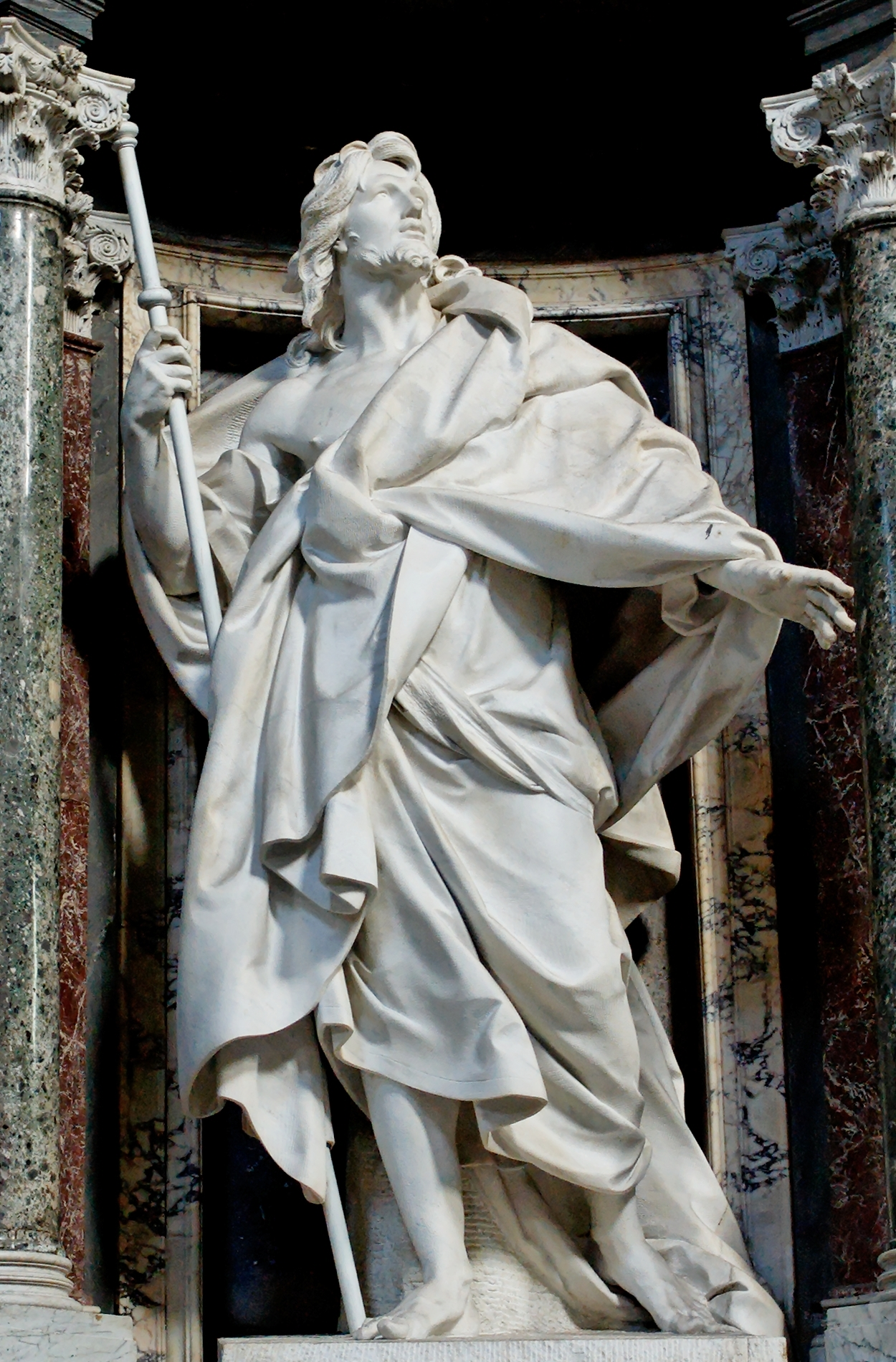
Estàtua de Camillo Rusconi, s. XVIII (Roma, San Giovanni in Laterano)

Diverses llegendes, de difícil comprovació i sense fonament històric, vinculen l'apòstol amb les terres de la península Ibèrica. Segons una tradició, les seves restes són a Santiago de Compostel·la (Galícia), la qual cosa originà un moviment de pelegrins molt important durant tota l'Edat mitjana, fent que Santiago esdevingués la tercera ciutat santa del catolicisme, després de Roma i Jerusalem. La via tradicional de pelegrinatge és el conegut Camí de Sant Jaume. A partir dels anys noranta del segle xx, el pelegrinatge cap a Santiago va tornar a prendre embranzida, i en 2008, 125.141 persones havien fet un mínim de 100 km caminant o 200 amb bicicleta.
La festivitat litúrgica és el 25 de juliol a les esglésies occidentals, i el 29 d'abril a les orientals (que correspon al 13 de maig del calendari gregorià). L'any 1122, Calixt II va instituir l'Any Sant Compostel·là o Jubileu, que se celebra quan la festa de Sant Jaume, el 25 de juliol, cau en diumenge. Llavors s'obre la Porta Santa de la Catedral de Santiago i el fet de pelegrinar-hi en un any sant comporta més privilegis per al pelegrí, la qual cosa fa augmentar-ne el nombre.
Sant Jaume és patró de Galícia i va esdevenir, durant l'Edat mitjana, patró i protector de la Corona de Castella i, arran de la unió dinàstica dels regnes hispànics, se'l va proclamar patró d'Espanya. Per la mateixa raó, l'orde militar més important del regne de Castella es posà sota la seva protecció com a Orde de Sant Jaume.

## Llegendes

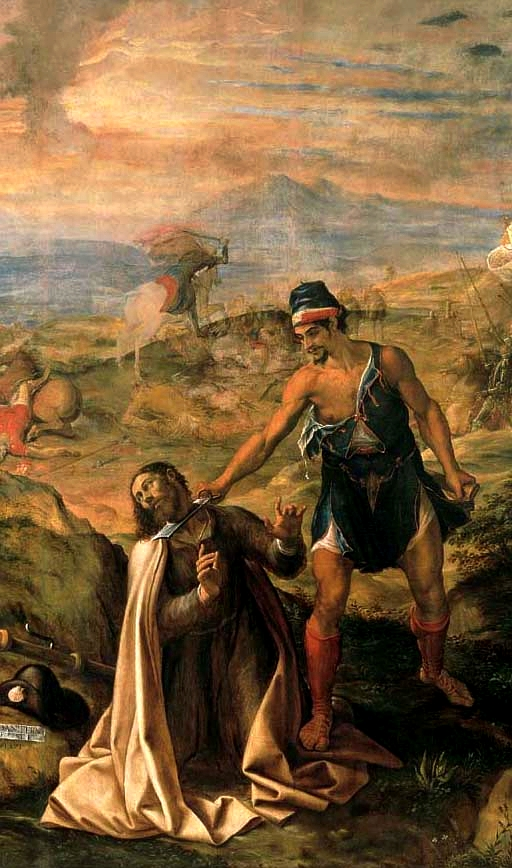
Martiri de sant Jaume, quadre de Juan Fernández Navarrete, "el Mudo", 1571 (San Lorenzo de El Escorial)

Segons la llegenda, Jaume hauria arribat a predicar a la Hispània romana (actualment es creu que els primers cristians no van arribar a la península Ibèrica fins al segle iii). A partir d'aquesta tradició fictícia es van crear moltes llegendes, moltes d'elles amb l'objectiu de fer que una església o diòcesi pogués retrotraure la seva història fins als temps apostòlics, obtenint així un prestigi i uns beneficis majors. Així, es deia que havia predicat a Barcelona, on hauria fundat una primera comunitat establerta a l'actual Església dels Sants Just i Pastor, que seria la més antiga església de la ciutat i situada al mateix lloc on havia predicat l'apòstol. Una altra llegenda diu que Jaume va arribar a Hispània directament a Galícia, desembarcant a Iria Flavia, llogarret de Padrón.
Una llegenda diu que va passar per Lleida a predicar l'Evangeli i, just quan es trobava entre el carrer Major i el carrer Cavallers, es va clavar una espina al peu. Era de nit i no podia treure's la dolorosa espina. Llavors, se li va aparèixer un àngel que duia un fanal. En aquell mateix lloc es va construir la capella del Peu del Romeu (1399), a l'interior de la qual hi ha una escultura que reprodueix aquella escena. Des de llavors, cada 24 de juliol se celebra la romeria dels fanalets de Sant Jaume.
El 2 de gener de l'any 40, Jaume era a l'actual Saragossa i va tenir l'aparició de la Verge Maria damunt un pilar a la vora de l'Ebre que li demanà que tornés a Palestina; aquesta tradició va donar origen a la Basílica del Pilar, on es conserva el pilar de marbre de la suposada aparició, i al culte a la Mare de Déu del Pilar. Jaume embarcà cap a Terra Santa per trobar Maria, però tot just arribar fou detingut. Fou degollat per ordre d'Herodes Agripa I, rei de Judea, a Jerusalem vers l'any 44, resultant un dels primers màrtirs del cristianisme.
A partir d'aquí, els fets són purament llegendaris, com la predicació a Espanya. Els deixebles de Jaume haurien portat el cos del sant fins a Hispània, anant, però, pel camí més llarg: amb vaixell fins a Galícia, desembarcant a Iria Flavia (Padrón) i enterrant-lo a l'interior, a l'actual Santiago de Compostel·la. Segons la llegenda, el cos havia estat transportat per àngels fins a una barca de pedra que, miraculosament i sense pilot, va travessar la Mediterrània, Gibraltar i vorejant la costa portuguesa, va arribar a Iria, a la costa gallega. Les relíquies es tancaren en la barca de pedra i foren enterrades pels deixebles, Teodor i Atanasi, que havia deixat Jaume en marxar, i que les van portar a Santiago.
En 829 el bisbe Teodomir d'Íria va decidir buscar la tomba perduda i en trobar-la va cridar Alfons II d'Astúries a qui la troballa trencava els plans sobre Oviedo, però convençut que la troballa era autèntica, va donar suport a la construcció d'un Santuari i un monestir. El Bisbe d'Iria trasllada la seva residència al lloc i 30 anys després Floro de Lió ca certificar l'autenticitat del sepulcre.

## Historicitat

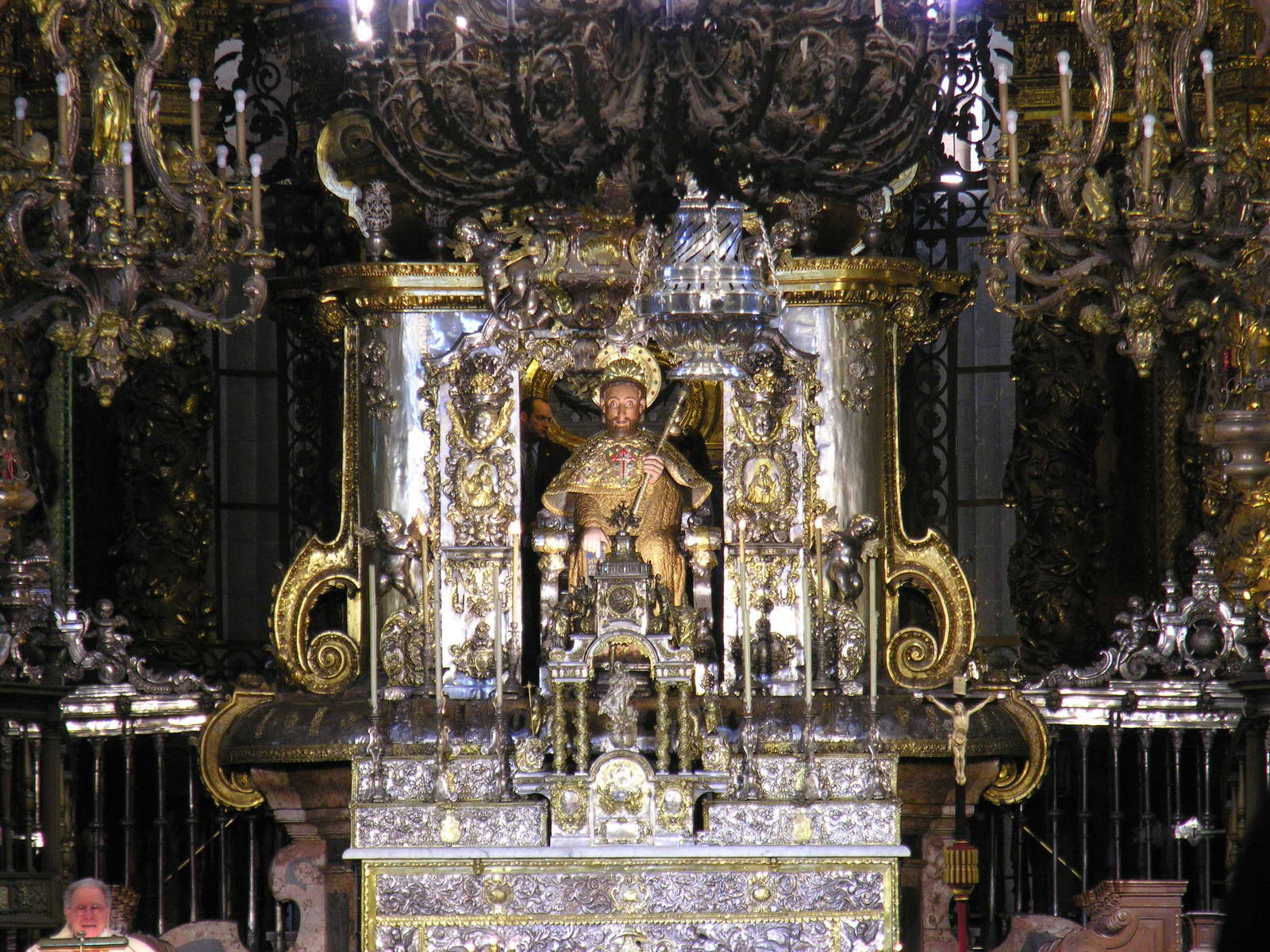
Altar major de la Catedral de Santiago, sobre la cripta amb la tomba del sant

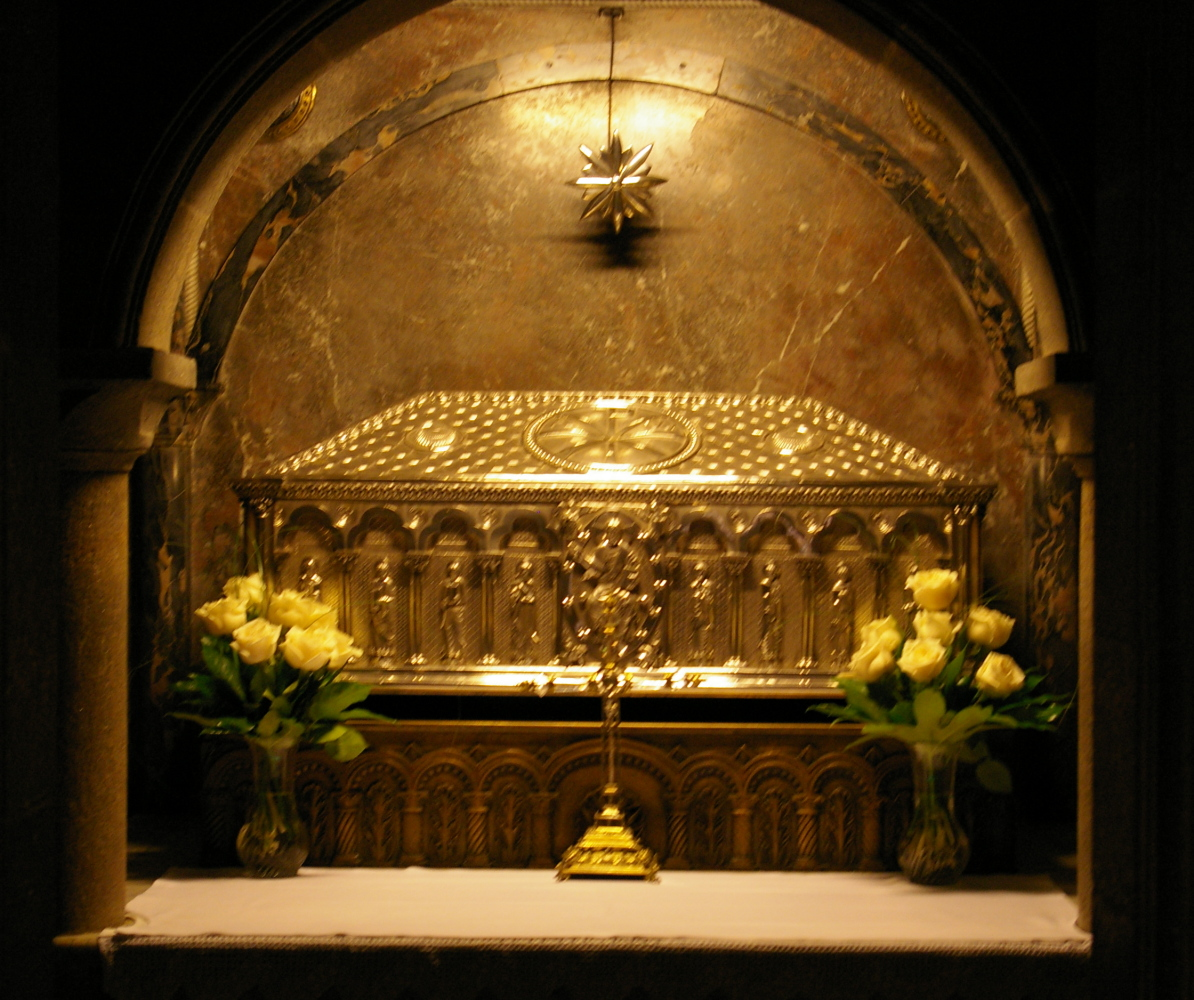
Sepulcre del sant a la cripta de la Catedral de Santiago de Compostel·la

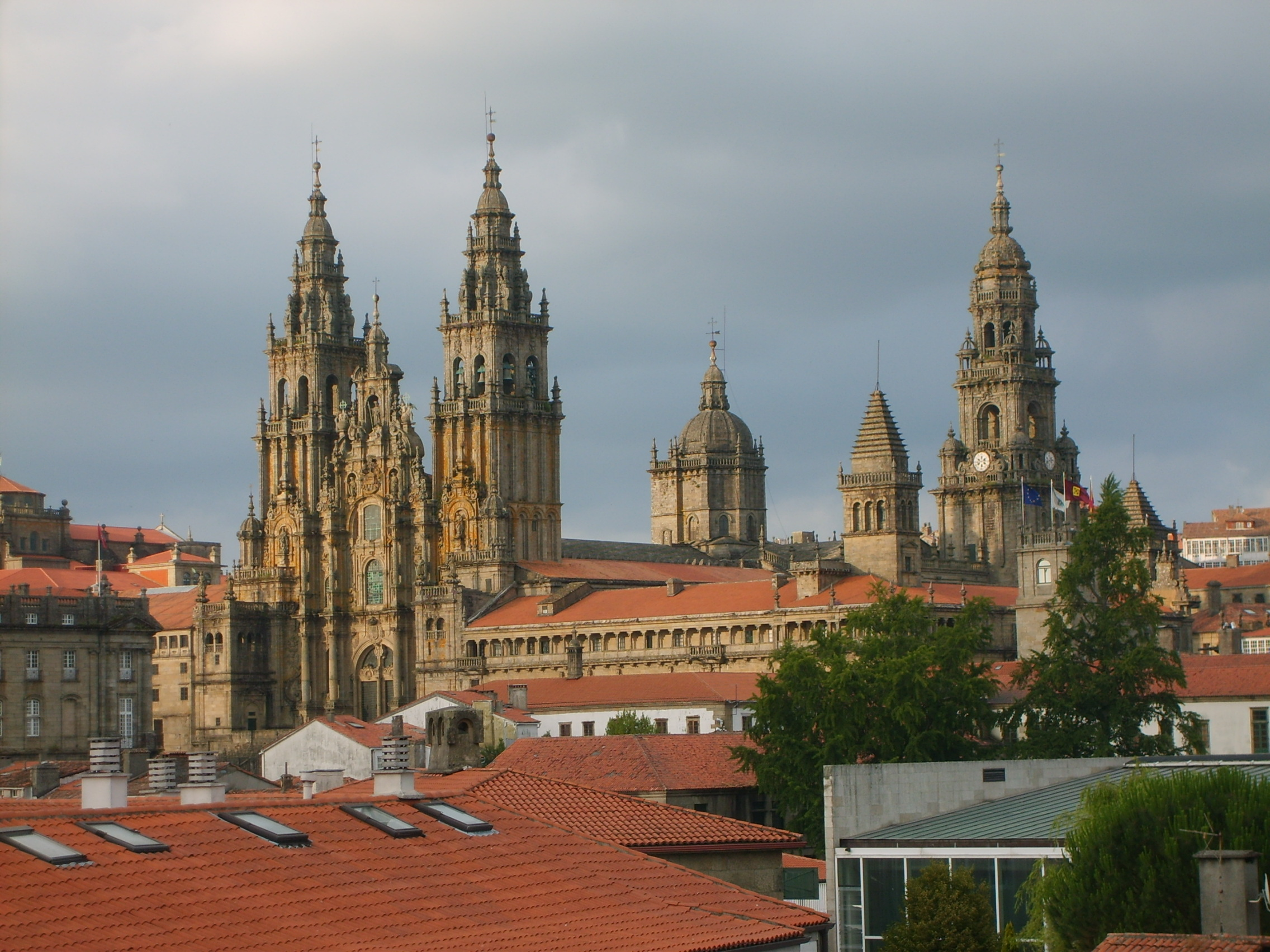
Ciutat i Catedral de Santiago de Compostel·la

La tradició hispànica de sant Jaume es troba ja cap a l'any 700, però no es troba esmentada en documents ni actes de concilis anteriors, la qual cosa demostra que és tardana i probablement una invenció dels darrers temps de l'Església visigoda o els començaments de la mossàrab. No hi ha cap referència a una possible tomba del sant abans del segle ix, que es troba, i l'atribució sembla més aviat una operació de propaganda per incitar al pelegrinatge, obtenint així grans ingressos econòmics per part dels pelegrins. A les fonts de fora d'Espanya, no es troba menció a l'evangelització d'Hispània fins al segle ix, en un martirologi de Notker de Sankt Gallen o el poema De XII Apostoli de Walafrid Strabo.
La tradició no ha estat admesa de manera universal i els erudits i estudiosos contemporanis la consideren falsa. Altres llocs, com Sant Sadurní de Tolosa, també deien posseir relíquies del sant. L'autenticitat de les relíquies fou confirmada en una butlla papal de Lleó XIII d'1 de novembre de 1884, però el procediment seguit i els mitjans científics del moment no són una prova irrefutable de l'autenticitat, sinó més aviat el reconeixement a un culte tradicional i immemorial.

## Santiago Matamoros

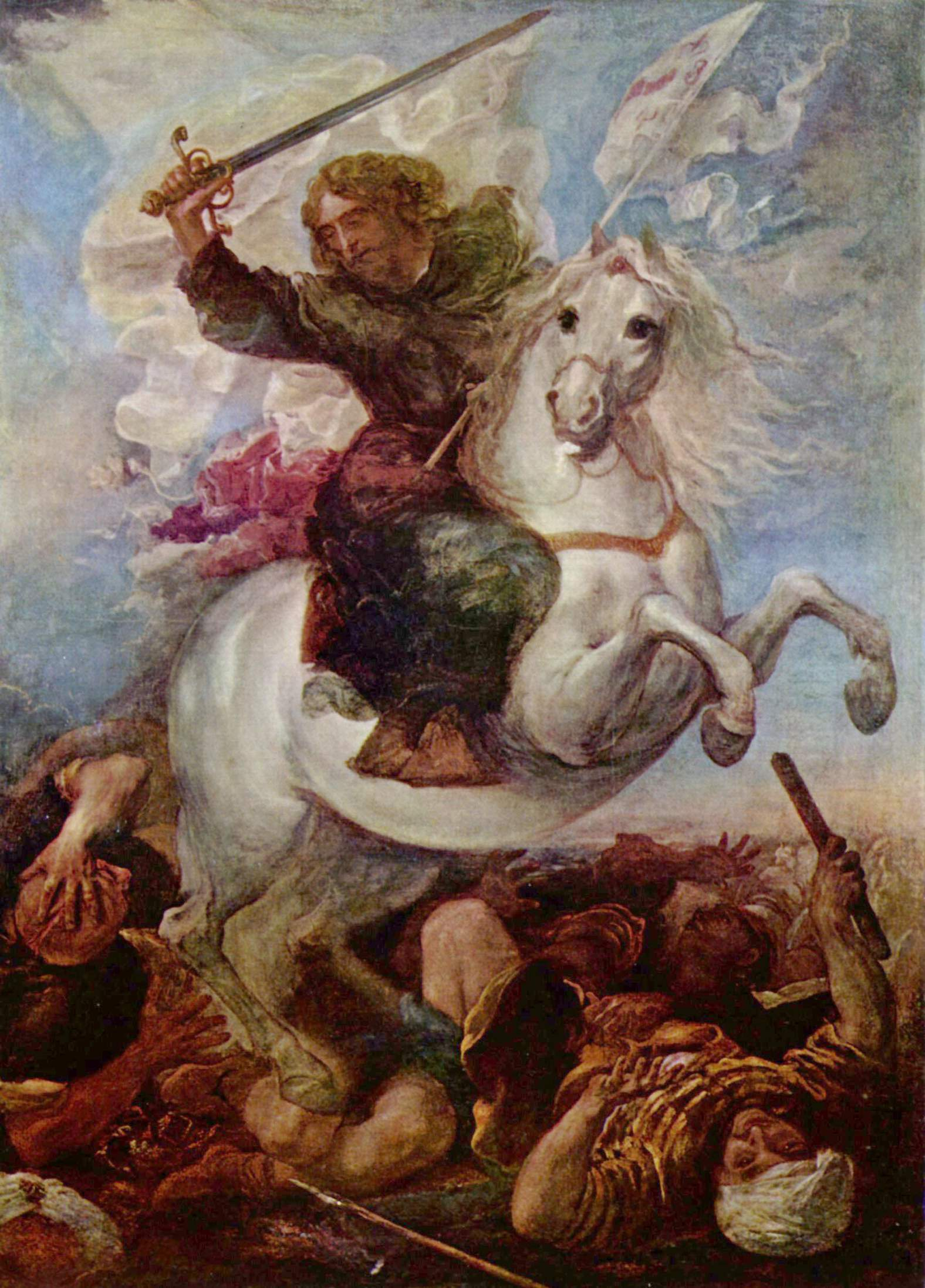
Sant Jaume Matamoros de Juan Carreño de Miranda, s. XVII (Budapest, Magyar Szépmüvészeti Múzeum)

Durant l'edat mitjana, sant Jaume esdevingué protector dels exèrcits cristians en lluita amb els musulmans. Els reis de Lleó, des de la troballa de la tomba, havien posat el seu regne sota la protecció de l'apòstol i l'invocaren en les batalles amb el crit "Santiago, y cierra España".
La llegenda més popular explica que el 844, a la batalla de Clavijo (que al seu torn és una batalla que mai no es va donar), sant Jaume s'aparegué muntat en un cavall blanc, lluitant contra els musulmans i fent que els cristians vencessin. A partir de llavors, la figura del sant a cavall i amb espasa, amb musulmans als peus, fou característica de la iconografia hispànica, i el nom de Santiago Matamoros habitual per designar el sant.

## Iconografia
Se'l representa sota diversos tipus iconogràficsː l'apòstol (normalment formant part d'apostolats); el pelegrí (amb els característics bordó, capell i venera), o bé com a guerrer dalt d'un cavall blanc, recordant la seva aparició a la batalla de Clavijo.
Representacions com a pelegríː
- Taula de Francesc Comes procedent de l'església de Sant Jaume de Palma. S. XIV. Museu d'Art Sacre de Mallorca